# Мир в войне
«Мир в войне» (англ. The World at War) — документальный сериал 1973 года о Второй мировой войне.
В фильме присутствуют редкие на то время оригинальные цветные кадры кинохроники. Бюджет фильма был £ 900 000 (по ценам на 2009 год это эквивалентно £ 11,4 млн.). В то время это был рекорд для британского телесериала. Впервые он был показан в 1973 году, на канале ITV. Сериал включает интервью ряда известных и высокопоставленных участников событий — как союзников по Антигитлеровской коалиции, так и стран Оси.

## Участники
В сериал включены свидетельства очевидцев: гражданских лиц, солдат, офицеров и политиков, среди них: Альберт Шпеер, Карл Дениц, Вальтер Варлимонт, Джеймс Стюарт, Билл Молдин, Уильям Аверелл Гарриман, Кертис Лемэй, Граф Маунтбеттен Бирманский, Элгар Хисс, Тосикадзу Касэ, Мицуо Футида, Минору Гэнда, Дж. Б. Пристли, Брайан Хоррокс, Джон Макклой, Лоуренс Даррелл, Артур Харрис, Чарльз Суини, Пол Тиббетс, Энтони Иден, Траудль Юнге, Марк Кларк, Адольф Галланд, Хассо фон Мантойфель, историк Стивен Амброз.
Человеком, которого было сложнее всего найти и уговорить участвовать в съёмках, был адъютант Гиммлера — Карл Вольф. Во время интервью он признался, что был свидетелем крупномасштабных убийств в присутствии Гиммлера. Айзекс позже выразил удовлетворение содержанием серии. В списке 100 величайших британских телевизионных программ, составленном Британским институтом фильмов в 2000 году, данный сериал занял 19-е место.

## Серии
| #  | Название серии                                             | Дата показа     |
| -- | ---------------------------------------------------------- | --------------- |
| 1  | «A New Germany (1933–1939)»                                | 31 октября 1973 |
| 2  | «Distant War (September 1939 – May 1940)»                  | 7 ноября 1973   |
| 3  | «France Falls (May – June 1940)»                           | 14 ноября 1973  |
| 4  | «Alone (May 1940 – May 1941)»                              | 14 ноября 1973  |
| 5  | «Barbarossa (June – December 1941)»                        | 21 ноября 1973  |
| 6  | «Banzai!: Japan (1931–1942)»                               | 5 декабря 1973  |
| 7  | «On Our Way: U.S.A. (1939–1942)»                           | 12 декабря 1973 |
| 8  | «The Desert: North Africa (1940–1943)»                     | 19 декабря 1973 |
| 9  | «Stalingrad (June 1942 – February 1943)»                   | 2 января 1974   |
| 10 | «Wolf Pack: U-Boats in the Atlantic (1939–1944)»           | 9 января 1974   |
| 11 | «Red Star: The Soviet Union (1941–1943)»                   | 16 января 1974  |
| 12 | «Whirlwind: Bombing Germany (September 1939 – April 1944)» | 23 января 1974  |
| 13 | «Tough Old Gut: Italy (November 1942 – June 1944)»         | 30 января 1974  |
| 14 | «It's A Lovely Day Tomorrow: Burma (1942–1944)»            | 6 февраля 1974  |
| 15 | «Home Fires: Britain (1940–1944)»                          | 13 февраля 1974 |
| 16 | «Inside the Reich: Germany (1940–1944)»                    | 20 февраля 1974 |
| 17 | «Morning: (June – August 1944)»                            | 27 февраля 1974 |
| 18 | «Occupation: Holland (1940–1944)»                          | 13 марта 1974   |
| 19 | «Pincers: (August 1944 – March 1945)»                      | 20 марта 1974   |
| 20 | «Genocide (1941–1945)»                                     | 27 марта 1974   |
| 21 | «Nemesis: Germany (February – May 1945)»                   | 3 апреля 1974   |
| 22 | «Japan (1941–1945)»                                        | 10 апреля 1974  |
| 23 | «Pacific (February 1942 – July 1945)»                      | 17 апреля 1974  |
| 24 | «The Bomb (February – September 1945)»                     | 24 апреля 1974  |
| 25 | «Reckoning (April 1945)»                                   | 1 мая 1974      |
| 26 | «Remember»                                                 | 8 мая 1974      |